# Summer 16
Summer 16 is een lied van de Nederlandse rapper Sevn Alias. Het werd in 2016 als single uitgebracht en stond in hetzelfde jaar als eerste track op het album Twenty Four Sevn 3.

## Achtergrond
Summer 16 is geproduceerd door Beatcalculator. Het is een nummer uit het genre nederhop. In het lied rapt de artiest over de zomer die er aan komt en hoeveel zin hij er in heeft en wat hij gaat doen. In de bijbehorende videoclip zijn beelden van de artiest op een festival te zien. De single heeft in Nederland de gouden status.

## Hitnoteringen
De rapper had succes met het lied in de hitlijsten van Nederland. Het piekte op de 39e plaats van de Nederlandse Single Top 100 en stond zeven weken in deze hitlijst. De Nederlandse Top 40 werd niet bereikt; het kwam hier tot de negende plaats van de Tipparade.